# Petra Rampre
Petra Rampre (Lubiana, 20 gennaio 1980) è un'ex tennista slovena.

## Carriera
Petra Rampre ha vinto 8 titoli nel singolare e 5 titoli nel doppio nel circuito ITF in carriera. Non ha invece conquistato nessun torneo maggiore da professionista: ha raggiunto la sua migliore posizione nel singolare WTA, nr 151, il 30 aprile 2012, mentre il 20 novembre 2000 ha raggiunto il miglior piazzamento mondiale nel doppio, nr 84. Ha giocato il suo ultimo match nel 2016.

## Vita privata
Figlia del cantante e musicista Daniel Rampre, soffre di alopecia universalis, che la costringe a non poter fare a meno di copricapi; durante i match era solita usare una bandana.